# Cordillera del Viento (bergskedja i Argentina)
Cordillera del Viento är en bergskedja i Argentina.   Den ligger i provinsen Neuquén, i den sydvästra delen av landet, 1 100 km väster om huvudstaden Buenos Aires.
Omgivningarna runt Cordillera del Viento är i huvudsak ett öppet busklandskap. Runt Cordillera del Viento är det mycket glesbefolkat, med 3 invånare per kvadratkilometer.